# Mars Exploration Rover
A Mars Exploration Rover marskutató programban a NASA 2003-ban két űrszondát küldött a Mars felszínére. Ezek a szondák nagy teljesítményű roverek, melyek egyetlen nap alatt nagyobb utat tettek meg, mint az 1997-es Sojourner marsautó három hónap alatt. Indításuk után a MER-A és MER-B jelzésű roverek a Spirit és az Opportunity nevet kapták. A MER űrszondákat a NASA Jet Propulsion Laboratoryumában és a Cornell Egyetemen fejlesztették ki.

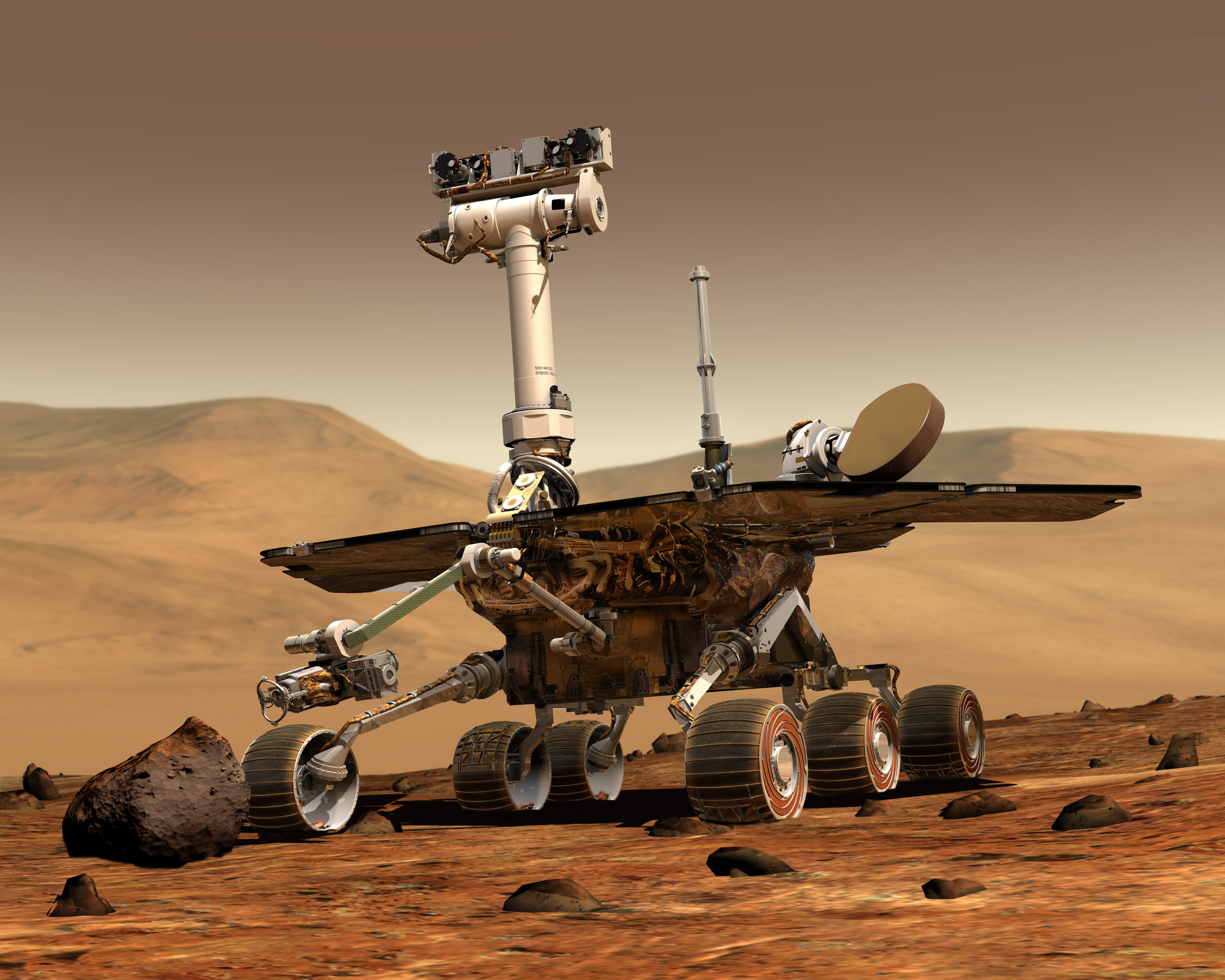
Az egyik MER robot a Mars felszínén

## Küldetés
| Rover               | Indítás          | Megérkezés       |
| Spirit (MER-A)      | 2003. június 10. | 2004. január 4.  |
| Opportunity (MER-B) | 2003. július 7.  | 2004. január 25. |

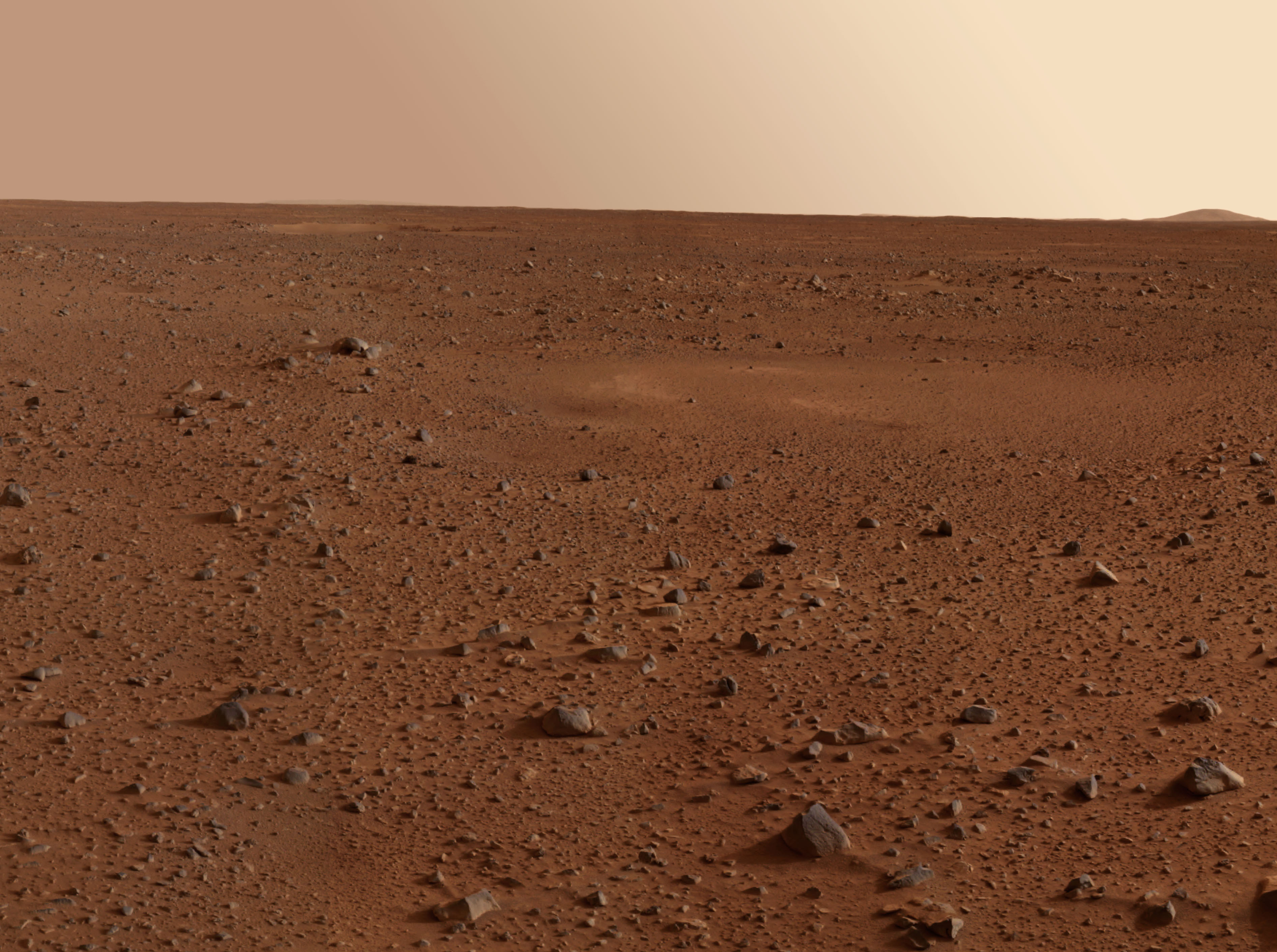
A Spirit (MER-A) felvétele a Guszev-kráterből

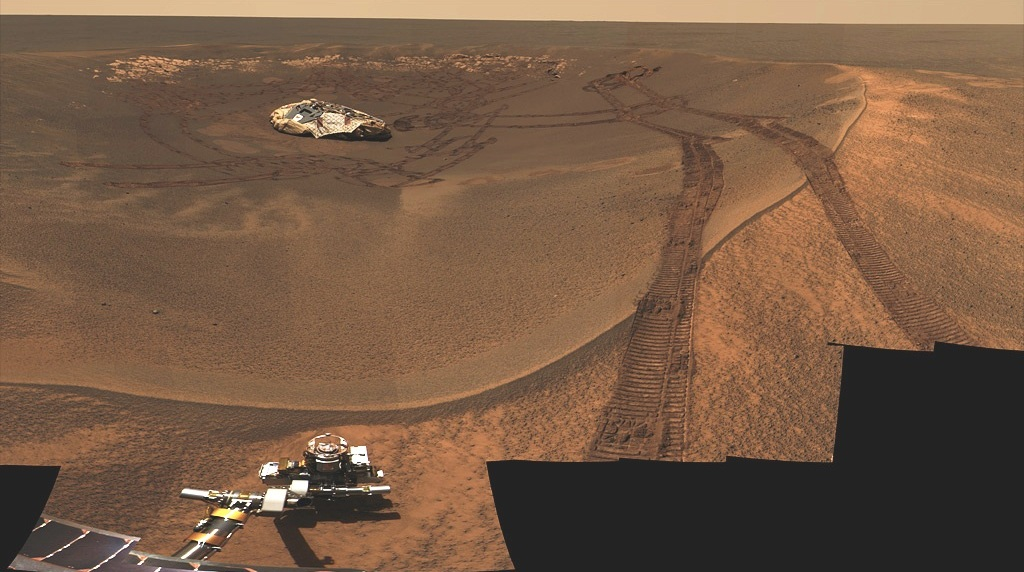
Az Opportunity (MER-B) felvétele az Eagle-kráterről és a leszálló egységről

A Spirit a Guszev-kráterben szállt le, az Opportunity a bolygó túlsó oldalán, a Meridiani Planum nevű síkságon, 10 620 km-re a Spirittől.
A Spirit megvizsgálta a leszállóhely közvetlen környezetét, majd meglátogatta a Bonneville krátert. 2004 márciusában egy üstökösdarab elégését kapta lencsevégre, a felszínen vulkáni eredetű kőzeteket talált. A mérnökök úgy döntöttek, hogy elindítják a rovert a számára nem éppen közeli Columbia hegyekhez, melyet az 2004 végén elért (a várakozásokat felülmúlva). 2006-ig vizsgálta a dombságot, ahol bizonyítékot talált arra, hogy a Guszev kráterben volt valamikor folyékony víz. Ebben az évben ráakadt egy vasmeteoritra is. 2007-ben kimutatta, hogy a területen sólerakódás található (köszönhetően az egyik rossz kerekének, ami feltúrta a bolygó talaját). A kémiai elemzésekből következtethetünk arra, hogy az egykori marsi víz nagyon sós lehetett. 2007 nyarán a Spirit is megérezte a globális porvihar hatásait, melyet szerencsésen túlélt. Ezután megindult a felkészülés a közelgő marsi télre. 2008 elején néhány panorámaképpel és vizsgálattal lettünk gazdagabbak, 2008 nyarán a Spirit a téli évszak után „lábadozott”. 2008 október elején befejezte a "Bonestell" panorámakép elkészítését.

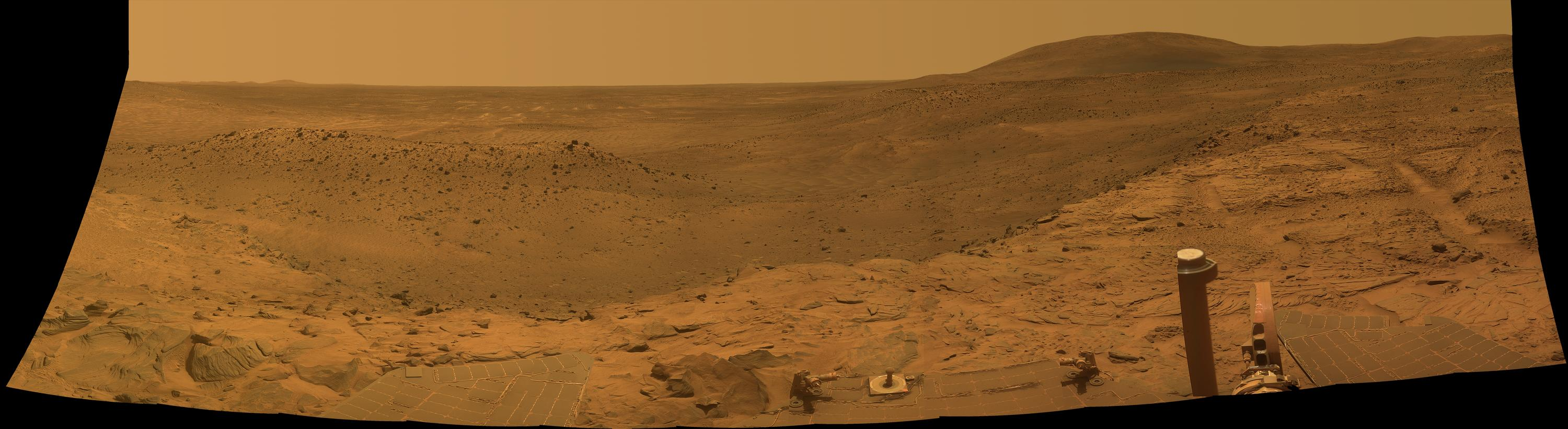
A Spirit által 2008 január elején készített panorámakép

Az Opportunity az Eagle kráter vizsgálatával kezdte marsi pályafutását, már itt sikerült ráakadnia olyan kőzetekre, ásványokra (hematitban gazdag golyócskák, „áfonyák”) melyek nagy valószínűséggel vizes közegben keletkeztek. 2004 nyarán megérkezett az Endurance kráterhez, amelyet tüzetesen megvizsgált, s a kráterbe le is ereszkedett. Itt a vizsgálatok 2004 végéig húzódtak, 2005-ben kikászálódott a kráterből és meglátogatta saját hővédő pajzsát és az általa ütött kisebb krátert; nem messze onnan egy vasmeteoritot talált a síkságon. A Victoria kráter felé tartó úton 2006 tavaszán elakadt egy homokdűnében, ahonnan sikerült kiszabadulnia. Innen folytatta útját, a Vostok és az Erebus kráterek mentén. 2006 végén a rover már közel járt a Victoria kráterhez, azt 2007 elején érte el.
2007 nyarán a mindkét rovert veszélyeztető porviharban az Opportunity járt rosszabbul, de végül az irányítók nem kis teljesítményének köszönhetően túlélte a megpróbáltatásokat. 2008 elején megkezdte a leereszkedést a kráterbe és megvizsgálta a környező kőzeteket. 2008 szeptemberében befejezte vizsgálatait a Victoria kráterben, ezután (szeptember 22-én) elindult az Endeavour kráter felé.
A Mars Exploration Rover küldetés mindkét rovere gazdagította a vörös bolygó meteorológiájáról alkotott képünket.
Mindkét szondának a feladata az volt, hogy bizonyítékokat keressen a múltbéli marsi víz létezésére. Ezt már a három hónapos elsődleges küldetésen sikerült végrehajtani. Mivel a szondák továbbra is kifogástalanul működtek, küldetésüket többször is meghosszabbították. Több mint négy évvel a leszállás után a Spirit és az Opportunity még mindig sugárzott adatokat.

## Műszerek
(zárójelben az angol név és a rövidítés)
A marsautókon öt műszer van, amiből kettőt a németek készítettek el.
- Panorámakamera (Panoramic Camera, Pancam): Fényképezi a marsjáró környezetét. Célpontokat keresnek a többi műszer számára.
- Mini hőemissziós spektrométer (Mini-Thermal Emission Spectrometer, Mini-TES): infravörös tartományban vizsgálja a kőzeteket.
- Mössbauer spektrométer (Mössbauer Spectrometer): A kőzetek vastartalmát és mágnesességét vizsgálja.
- Alfa proton röntgen spektrométer (Alpha-Particle-X-Ray Spectrometer, APXS): A kőzetek alkotóelemeit határozza meg. Ilyen műszer volt a Mars Pathfinder marsautóján, a Sojourneren.
- Mikroszkopikus kamera (Microscopic Imager): Részletesen vizsgálja a kőzeteket és a felszínt.

Az utolsó három műszert a marsautók robotkarjára szerelték fel.

## A roverek
A MER-ek sokkal nagyobbak, mint az 1997-es Sojourner marsautó. Tömegük 174 kg, 1,6 méter hosszúak. Úgy tervezték őket, hogy legkevesebb 3 hónapig működjenek. A marsjárók a JPL-ben (Sugárhajtási Laboratórium – USA) készültek.
A Spirit által küldött utolsó kommunikáció 2010. március 22-én volt. A kapcsolat újraindítására tett kísérleteket 2011. május 25-én fejezték be.
2019. február 13-án a NASA hivatalosan is befejezettnek nyilvánította az Opportunity küldetését, végleg felfüggesztve a marsjáró felébresztésére tett próbálkozásokat.

## Lásd még
- Mars-kutatás

## Külső hivatkozások

### Magyar oldalak
- A Mars Exploration Rover, Mars Society Magyar Tagozat
- Mars invázió – robot geológusokkal, Magyar Csillagászati Egyesület
- Új geológiai és éghajlati felfedezések a Marson, SG, 2004. december 18.
- Interaktív Java szimuláció Mössbauer-spektrométerrel és három vastartalmú mintával Archiválva 2012. november 6-i dátummal a Wayback Machine-ben, HarfeSoft

### Külföldi oldalak
1. ↑  NASA Update: Spirit and Opportunity. [2012. június 28-i dátummal az eredetiből archiválva]. (Hozzáférés: 2013. április 28.)

- Mars Exploration Rover program – az amerikai marsjárók honlapja
- NASA: Mars Exploration Rover Mission
- Athena technológiai oldal
- Aranyos animáció a Marsjáró útjáról a Földről a Marsra (angolul nem tudóknak is érthető)
- http://mars.nasa.gov/mer/mission/status_opportunityAll.html Archiválva 2015. augusztus 30-i dátummal az Archive.is-en